# Kungsleden
Kungsleden (česky Královská cesta) je dálková turistická trasa v severním Švédsku, ve švédském Laponsku. Vede v délce přibližně 470 km z Abiska na severu do Hemavanu na jihu. Celá vzdálenost se skládá z 420 km pěšího pochodu, 18 km překonání jezer a 30 km dlouhého úseku po silnici, který téměř všichni turisté překonávají autobusem. Kungsleden prochází jednou z největších zbývajících evropských oblastí divočiny. Vede přes masiv Kebnekaise, národní park Stora Sjöfallet, jižní okraj národního parku Sarek, Kvikkjokk, Jäkkvik a Ammarnäs. Prochází převážně nezastavěnými oblastmi na území obcí Kiruna, Gällivare, Jokkmokk, Arjeplog, Sorsele a Storuman. V zimě je Kungsleden lyžařskou trasou s přibližně stejným průběhem.

## Historie
Historie Kungsleden je spojena se Švédskou turistickou asociací (Svenska Turistföreningen nebo STF), kterou založili v roce 1885 vědci z Uppsaly, aby usnadnili přístup do švédských hor. Od konce devatenáctého století mělo sdružení myšlenku vytvořit královskou cestu přes hory ve švédském Laponsku. Navrhovaná trasa měla spojovat dnešní Abisko s Kvikkjokkem. Výstavba železniční trati Malmbanan mezi Kirunou a Narvikem v roce 1902 poskytla tomuto projektu potřebný přístup. STF zakoupila od švédských železnic tři důstojnické chaty včetně jedné v Abisku. S velmi omezenými finančními prostředky, které měla k dispozici, postupně přeměnila chatu v Abisku na turistickou stanici. Postavila také další chaty: první byly chaty Abiskojaure a Kebnekaise v roce 1907. Mezi Abiskem a Abiskojaure vedla stezka po staré cestě, která sloužila k dopravě materiálu. Kromě chat přivezl spolek i lodě na jezera mezi Abiskem a Vakkotavare.
Pro úsek mezi Vakkotavare a Kvikkjokk počítal původní projekt s tím, že stezka povede středem národního parku Sarek, s chatou u řeky Rapa, jejíž překročení by vyžadovalo člun. Později byly plány změněny tak, že stezka místo toho vede podél jižního konce parku.
Zpočátku nebyla stezka nijak označena ani pojmenována. V roce 1920 se v knize o Kebnekaise stezka objevila pod názvem Alesvaggeleden. Stezka mezi Abiskem a Vakkotavare byla nakonec vyznačena v letech 1926 a 1927. V roce 1928 se bez jakéhokoli ceremoniálu nebo slavnostního otevření poprvé objevil název Kungsleden, a to při otevření stanice Kvikkjokk. Výstavba chat probíhala pomalu vzhledem k omezeným ekonomickým prostředkům spolku. Stále ještě neexistovala žádná pořádná stezka, o které by se dalo mluvit, a náklonnost veřejnosti ke stezce byla zpočátku velmi omezená, ale její popularita rychle rostla.
Stezka byla rozšiřována poměrně nesoustavně. V roce 1941 vedla Kungsleden z Abiska do Jäkkviku a počátkem 50. let 20. století dosáhla až do Ammarnäs. Někteří turisté v té době zařadili Kungsleden do všech sítí stezek STF v horách, od trojmezí Treriksröset na severu až po Grövelsjön na jihu. V roce 1975 byla stezka oficiálně prodloužena do Hemavanu vytvořením přírodní rezervace Vindelfjällen. 
Jižní úsek (mezi Sälenem a Storlienem) se někdy nazývá Södra Kungsleden (doslova Jižní Kungsleden) a nepočítá se např. do celé délky Kungsleden (450 km).

## Stezka
Cesta vede asi 467 kilometrů mezi Abiskem na severu a Hemavanem na jihu. Je dobře značená a mnoho částí je dobře vybaveno a udržováno STF. Povalové chodníky vedou přes bažinatou nebo skalnatou půdu. Některé odlehlé úseky jsou však zničené či skalnaté, což zvyšuje obtížnost pro pěší turistiku na některých částech stezky.
Stezka je rozdělena na čtyři části, které představují každý přibližně jeden týden turistiky. Zdaleka nejnavštěvovanější částí je ta nejsevernější mezi Abiskem a Kebnekaise, procházející v severní části přes národní park Abisko. Letní sezóna obvykle trvá od poloviny června do konce září, počasí ale může být velmi zrádné včetně pozdního nebo předčasného sněhu. Stezka je populární v zimě, velká část je značena zimní značením a lze ji přejet na běžkách. Zimní sezónu trvá od února do konce dubna, chaty jsou v tomto období také otevřené.

## Mapy
- Trasa na openstreetmap
- Trasa na Waymarked Trails

## Chaty

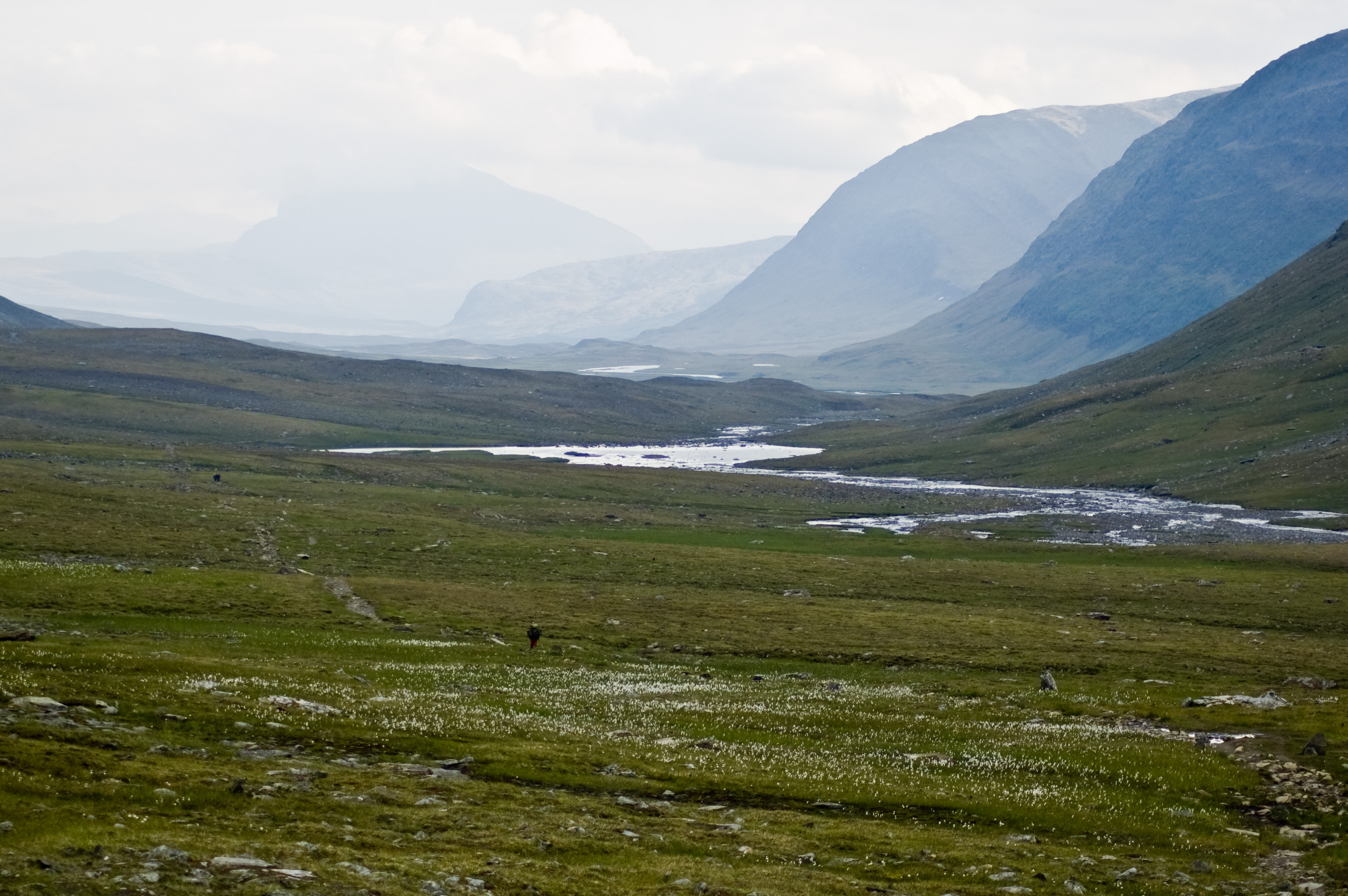
Pohled na stezku z jejího nejvyššího bodu ze sedla Tjäkta (1150 m n. m.)

Podél stezky byly postaveny jednotlivé chaty (hostely) vzdálené od sebe asi den chůze (9–22 km). Chaty jsou primárně provozovány STF. Za malý poplatek je možné mít stan venku a využívat venkovní zařízení. Mezi těmito chatami se nacházejí i další nehlídané, neplacené přístřešky. Na některých chatách lze dokoupit jídlo, vybavení do hor a další proviant (např. Alesjaure a Kebnekaise Fjällstation).
Chaty podél Kungsleden jsou (od severu k jihu):
- Abisko
- Abiskojaure
- Alesjaure
- Tjäktja
- Salka
- Singi
- Kaitumjaure
- Teusajaure
- Vakkotavare
- Saltoluokta
- Sitojaure
- Aktse
- Parte
- Kvikkjokk
- Ammarnäs
- Aigert
- Serve
- Tärnasjö
- Syter
- Viterskalet
- Hemavan

Mezi Kvikkjokkem a Ammarnäsem, což je asi 130 kilometrů dlouhý úsek po Kungsleden, nejsou žádné chaty.

## Zajímavosti
Nejzajímavější místa na cestě či někdy na malé odbočce:
- Abisko: velký hostel / horská stanice, spousta květin v létě, v zimě vyhledávané místo na běžkování; leží na kraji stejnojmenného národního parku Národní park Abisko. V zimě se odtud dá dostat na psích spřeženích do Nikkaluokty.
- Kebnekaise: Švédská nejvyšší hora, vysoká 2097 metrů a centrum švédského alpinismu.
- Národní park Sarek: část Laponského světového dědictví UNESCO. Nejsou zde žádné silnice, cesty nebo mosty, takže turistika je vhodná jen pro zkušené turisty.
- Kvikkjokk: Stará zemědělská horská vesnice, dřevěný kostel, pěkný hostel
- Hemavan a Tärnaby: Malá města/obce vhodná na pěknou letní pěší turistiku a vynikající místa na běžkování v zimě. Mateřské obce známých alpských lyžařů Ingemara Stenmarka a Anje Pärsonové.

Panoramatický pohled od chaty Salka ležící na Kungsleden

## Přístup
Do Abiska lze jet přímým vlakem z Göteborgu, Stockholmu nebo Narviku.
Do Abiska se lze také dostat autobusem buď z Kiruny nebo z Narviku.
Také lze jet do Hemavanu autobusem z Umeå nebo norského Mo i Rana. Existují pravidelné lety mezi Hemavanem a Stockholmem.
Několik málo míst podél cesty je dosažitelných po silnici autem či veřejnou dopravou (a na pár dalších míst se dá dostat lodí):
- Nikkaluokta, ležící 33 km od Kebnekaise je dosažitelná autobusem nebo autem z Kiruny.
- Suorva a Kebnats jsou dosažitelné autobusem nebo autem z Gällivare.
- Kvikkjokk je dosažitelný autobusem nebo autem z Jokkmokku.
- Do Jäckviku (Jäkkviku) se dá dostat autobusem nebo autem z Umeå, Arvidsjauru nebo Fauske.
- Do Adolfström se dá dostat autobusem nebo autem z Arjeplogu.
- Ammarnäs je přístupný autobusem nebo autem z Sorsele.

V létě se dá dostat vlakem do Jokkmokku, Arvidsjauru a Sorsele.